# Riemenschneider (cràter)
Riemenschneider és un cràter d'impacte en el planeta Mercuri de 183 km de diàmetre. Porta el nom de l'escultor alemany Tilman Riemenschneider (c. 1460-1531), i el seu nom va ser aprovat per la Unió Astronòmica Internacional el 1979.